# Верзађи (Козенца)
Верзађи је насеље у Италији у округу Козенца, региону Калабрија.
Према процени из 2011. у насељу је живело 29 становника. Насеље се налази на надморској висини од 336 м.